# The Räuber
The Räuber är det elfte studioalbumet av den tyska hårdrocksgruppen Bonfire från 2008. Samtliga låtar är skrivna av sångaren Claus Lessmann och gitarristen Hans Ziller, medan Uwe Köhler har hjälpt till med att skriva två av låtarna. Bonfire har aldrig legat på den amerikanska billboardlistan med The Räuber.

## Låtlista
| Nr  | Titel                               | Kompositör                 | Längd |
| --- | ----------------------------------- | -------------------------- | ----- |
| 1.  | The Räuber                          | Lessmann, Ziller           | 0:56  |
| 2.  | Bells of Freedom                    | Lessmann, Ziller           | 5:15  |
| 3.  | Refugee of Fate                     | Lessmann, Ziller           | 4:06  |
| 4.  | The Oath                            | Lessmann, Ziller           | 1:12  |
| 5.  | Blut Und Todt                       | Lessmann, Ziller           | 3:51  |
| 6.  | Love Don't Lie                      | Lessmann, Ziller           | 5:38  |
| 7.  | Black Night                         | Lessmann, Ziller           | 4:46  |
| 8.  | Hip Hip Hurray                      | Lessmann, Ziller, Köhler   | 4:58  |
| 9.  | Do You Still Love Me                | Lessmann, Ziller           | 4:00  |
| 10. | Let Me Be Your Water                | Lessmann, Ziller           | 5:18  |
| 11. | Lass Die Toten Schlafen             | Schiller, Lessmann, Ziller | 4:39  |
| 12. | The Good Die Young                  | Lessmann, Ziller           | 4:17  |
| 13. | Time                                | Lessmann, Ziller           | 5:25  |
| 14. | Father's Return                     | Lessmann, Ziller           | 2:35  |
| 15. | Love Don't Lie (Acoustic Mix)       | Lessmann, Ziller           | 5:16  |
| 16. | Do You Still Love Me (Acoustic Mix) | Lessmann, Ziller           | 3:52  |
| 17. | Hip Hip Hurray (Tysk Version)       | Lessmann, Ziller, Köhler   | 4:58  |
| 18. | Domo Arigato                        | Lessman, Ziller            | 4:52  |

## Bandmedlemmar
- Claus Lessmann - sång & bakgrundssång
- Hans Ziller - gitarr & bakgrundssång
- Chris Limburg - gitarr & bakgrundssång
- Uwe Köhler - bas & bakgrundssång
- Jürgen Wiehler - trummor & bakgrundssång